# الخطوط الجوية الصينية الرحلة 2265
رحلة الخطوط الجوية الصينية رقم 2265 كانت رحلة طيران عارضة على متن طائرة من طراز بوينغ 737-281، اختفت في 16 فبراير 1986 بعد تنفيذ مناورة التفاف (الذهاب حولاً) إثر ملامستها مدرج مطار بينغهو في تايوان. وبعد عدة أسابيع، عُثر على حطام الطائرة في قاع البحر على بُعد 19 كيلومترًا شمال الجزيرة. وقد أسفر الحادث عن مقتل جميع من كانوا على متنها، وعددهم 13 شخصًا، بينهم 6 ركاب و7 من أفراد الطاقم.

## الطائرة
الطائرة المعنية كانت من طراز بوينغ 737-281، برقم تسلسلي مصنعي (MSN) 20226، ومسجلة تحت الرقم B-1870، وقد صُنعت من قبل شركة بوينغ للطائرات التجارية في عام 1969. كانت مجهزة بمحركين من نوع برات آند ويتني JT8D-7.وهذه هي الطائرة نفسها التي كانت طرفًا في حادثة اختطاف رحلة الخطوط الجوية الصينية رقم 831 بتاريخ 9 مارس 1978.

## تسلسل الأحداث
أقلعت الطائرة من تايبيه في 16 فبراير 1986 في الساعة 18:09 بالتوقيت المحلي، متجهة إلى مطار بينغهو في مدينة ماكونغ. وعند هبوطها في الساعة 19:05، شعر الطاقم باهتزاز عنيف في مقدمة الطائرة. قام الطيّارون على الفور بتنفيذ مناورة التفاف (الذهاب حولاً). وبعد مغادرة الطائرة محيط المطار، تحطمت في المحيط الهادئ قبالة سواحل مدينة ماكونغ. وقد قُتل جميع الركاب البالغ عددهم 13 شخصًا على الفور عند الاصطدام.لم يُعثر على حطام الطائرة إلا في 10 مارس؛ حيث تم تحديد موقعها على عمق 190 قدمًا (58 مترًا) تحت الماء، على بُعد 12 ميلًا (10 أميال بحرية؛ 19 كيلومترًا) شمال الجزيرة.